# Ordinari wochentliche Postzeitung
Die Ordinari wochentliche Postzeitung erschien 1640 in Rostock. Sie war die erste namentlich bekannte Zeitung in der Stadt.

## Geschichte
Der akademische Buchdrucker Nicolaus Keil (Kiel) gab 1640 die Ordinari wochentliche Postzeitung in Rostock heraus. Darin berichtete er vor allem über Ereignisse des Dreißigjährigen Kriegs. Mindestens einen Teil der Informationen übernahm er aus der Newen wöchentlichen Hamburger Zeitung.
Über einen kritischen Bericht über den schwedischen General Johan Banér beschwerte sich der schwedische Gouverneur Johann Lilliehöck beim Herzog Adolf Friedrich I. von Mecklenburg. Der Buchdrucker Nicolaus Keil  erklärte daraufhin, dass er nur den Text aus der Hamburger Zeitung übernommen habe und bemühte sich um ein Exemplar als Nachweis.
Weitere Informationen über die Rostocker Zeitung sind nicht bekannt. 1894 gab es ein kritisiertes Exemplar der Nummer 43 im Hauptarchiv in Schwerin, es ist aber unbekannt, ob es sich dort noch befindet.
Der Historiker Wilhelm Stieda ermittelte die Umstände der Vorwürfe von 1640 und fand auch einen Brief an den Buchdrucker Nicolaus Keil von einem Hamburger Bekannten über dessen intensive Suche nach einem Exemplar der Newen wöchentlichen Hamburger Zeitung Nr. 43 vom 20. Oktober und eine Ausgabe von dieser im Universitätsarchiv Rostock. Diese Darstellung wurde seitdem von mehreren neueren Autoren übernommen, teilweise in missverstandener Inhaltswiedergabe und ohne Angabe der Herkunft ihrer Darstellung.
Die Rostocker Zeitung musste zumindest vorübergehend eingestellt werden, auch die Hamburger Zeitung wurde verboten, der dortige Drucker starb noch Ende des Jahres, die Witwe beklagte starke Vorwürfe gegen diesen von offiziellen Behörden.